# Bob Stephenson (Schauspieler)
Robert „Bob“ J. Stephenson (* 18. Mai 1967 in Oxnard, Kalifornien) ist ein US-amerikanischer Schauspieler, Produzent und Drehbuchautor.

## Leben
Stephenson spielt seit Mitte der 1990er Jahre in diversen Filmen und Fernsehserien als Charakterdarsteller in Nebenrollen (CSI, Close to Home, Ally McBeal, Jericho) mit. Der großgewachsene und zur Korpulenz neigende Darsteller mit der hohen Stirn wird regelmäßig für Nebenrollen in größeren Produktionen besetzt.
Mit Thumbsucker (2005) produzierte er erstmals einen von der Kritik positiv aufgenommenen Film und verfasste in der Vergangenheit bereits ein Drehbuch. Beim erstgenannten Werk fungierte Tilda Swinton als Co-Produzentin, die er bereits von der gemeinsamen Arbeit aus Adaption. kannte. Sowohl bei seinen Produktionen als auch bei seinem Drehbuch fällt auf, dass es sich stets um Themen des Erwachsenwerdens und den inneren Konflikten von Schülern handelt.
Außerdem „lieh“ er sein Gesicht Werbefilmen von Avis, Burger King und Nyquil. Im Film Zodiac – Die Spur des Killers taucht er nur kurz am Ende auf: Als Gesicht auf einem Schwarzweiß-Passfoto, das einem überlebenden Opfer zur Identifikation vorgelegt wird.

## Filmografie (Auswahl)
als Schauspieler
- 1995: Sieben (Seven)
- 1997: Con Air
- 1999: Die Thomas Crown Affäre (The Thomas Crown Affair)
- 1999: Fight Club
- 2002: Adaption – Der Orchideen-Dieb (Adaptation.)
- 2003: 3 Engel für Charlie – Volle Power (Charlie’s Angels: Full Throttle)
- 2006: Freunde mit Geld (Friends with Money)
- 2006: Der Date Profi (School for Scoundrels)
- 2007: Zodiac – Die Spur des Killers (Zodiac)
- 2007: Transformers
- 2010: The Forgotten – Die Wahrheit stirbt nie (The Forgotten, Fernsehserie)
- 2011: Our Idiot Brother
- 2011: Runaway Girl (Hick)
- 2019: Lying and Stealing
- 2020: Cowboys
- 2021: Ultrasound
- 2022: Top Gun: Maverick
- 2023: Scavengers Reign (Fernsehserie)

als Produzent
- 2002: Lost Heaven (The Dangerous Lives of Altar Boys)
- 2005: Thumbsucker

als Drehbuchautor
- 2001: Southlander